# O Cravo e a Rosa
O Cravo e a Rosa (L'Œillet et la Rose) est une telenovela brésilienne en 221 épisodes de 45 minutes créée par Walcyr Carrasco et Mário Teixeira, et diffusé entre le 26 juin 2000 et le 9 mars 2001 sur Rede Globo.
Cette série est inédite dans tous les pays francophones.

## Distribution
- Eduardo Moscovis (pt) : Julião Petruchio
- Adriana Esteves : Catarina Batista
- Drica Moraes (pt) : Marcela Almeida / Muriel
- Leandra Leal : Bianca Batista
- Ângelo Antônio (pt) : Prof. Edmundo das Neves
- Luís Melo (pt) : Nicanor Batista / Manoel
- Maria Padilha : Dinorá de Moura Valente
- Ney Latorraca (pt) : Cornélio Valente
- Tássia Camargo (pt) : Joana
- Rodrigo Faro (pt) : Heitor Lacerda de Moura
- Carlos Vereza (pt) : Joaquim Almeida
- Eva Todor (pt) : Josefa Lacerda de Moura / Desirée
- Taumaturgo Ferreira (pt) : Januário dos Santos
- Vanessa Gerbelli (pt) : Lindinha
- Suely Franco (pt) : Mimosa
- Pedro Paulo Rangel (pt) : Calixto
- Ana Lúcia Torre : Leonor Fernandes (Neca)
- Murilo Rosa : Celso de Luca
- Bia Nunnes (pt) : Dalva Lacerda Pinto
- Miriam Freeland (pt) : Cândida Lacerda (Candoca)
- João Vitti : Jornalista Serafim Amaral Tourinho
- Virginia Cavendish (pt) : Bárbara Maciel
- Carla Daniel (pt) : Lourdes de Castro
- Carlos Evelyn (pt) : Fábio Moreira (Mudinho)
- Rejane Arruda (pt) : Kiki Duprèe
- Déo Garcez (pt) : Ezequiel
- Matheus Petinatti : Teodoro
- Bernadeth Lyzio (pt) : Berenice
- Luiz Antônio do Nascimento (d) : Buscapé
- Taís Müller : Fátima
- João Capelli : Jorginho
- Júlio Levy (pt) : Cosme
- Paulo Hesse (pt) : delegado Sansão Farias
- Sérgio Módena : Ignácio
- Gláucio Gomes (pt) : gerente do hotel
- Roney Villela : Jack
- Jamaica Magalhães : Benedita
- Rosane Corrêa : Etelvina
- Cláudio Correia e Castro : Normando Castor
- Lúcia Alves (pt) : Dra. Hildegard
- Isaac Bardavid (pt) : Felisberto
- Nelson Xavier : Dr Caio
- Nizo Neto : François
- Alexandre Barillari (pt) : Manoel

## Bande originale
1. "Jura" - Zeca Pagodinho
2. "Olha o que o Amor Me Faz" - Sandy & Junior (pt)
3. "O Cravo e a Rosa" - Jair Rodrigues
4. "Nada Sério" - Joanna
5. "Tristeza do Jeca" - Sérgio Reis
6. "Mississippi Rag" - Claude Bolling
7. "Quem Toma Conta de Mim" - Paula Toller
8. "Lua Branca" - Verônica Sabino (pt)
9. "Odeon" - Sérgio Saraceni
10. "Coquette" - Guy Lombardo
11. "Tua Boca" - Belo (pt)
12. "Tea For Two" - Ella Fitzgerald et Count Basie
13. "Rain" - Sérgio Saraceni
14. "On the Mississippi" - Claude Bolling

## Récompenses
- Troféu Internet SBT (2000)
  - Meilleur acteur : Eduardo Moscovis
- Festival Latino Americano (2001)
  - Meilleure actrice : Adriana Esteves
- TV Press (2000)
  - Meilleure telenovela

## Diffusion internationale
- Rede Globo (2000-2001) (2013-2014, rediffusion pendant Vale a pena Ver de Novo)
- Canal 9
- Canal 13
- Ecuavisa
- Azteca 7
- Televicentro de Nicaragua
- TVN
- SNT
- Panamericana Televisión et Global Televisión
- Localia Televisión
- Telemundo
- Televen

### Sources
- (pt) Cet article est partiellement ou en totalité issu de l’article de Wikipédia en portugais intitulé « O Cravo e a Rosa » (voir la liste des auteurs).